# Bernard J. Quinn
Pour les articles homonymes, voir Quinn.
Bernard J. Quinn, né en 1888, mort en 1940, est un prêtre catholique américain, particulièrement connu comme protecteur des Afro-Américains. La procédure pour sa béatification est en cours par l'Église catholique.

## Biographie
Bernard John Quinn naît en 1888 à Newark dans le New Jersey, aux États-Unis. Il appartient à une famille d'immigrés irlandais, de milieu modeste.
Il est ordonné prêtre en 1912, pour le diocèse de Brooklyn. Jeune prêtre, il s'aperçoit que les Afro-Américains ne sont pas pris en compte dans le diocèse. Il rencontre l'évêque à ce sujet, avec un plan d'action pour s'en occuper ; mais il se heurte à un refus temporaire, la priorité du moment étant l'entrée en guerre des États-Unis et la nécessité d'envoyer des aumôniers. Bernard J. Quinn s'y porte volontaire mais l'armistice intervient peu après son arrivée en France. Il reste cependant en Europe pendant plusieurs mois pour s'occuper des blessés.
De retour aux États-Unis, Mgr Charles Edward McDonnell (en) l'autorise enfin à ouvrir une paroisse pour la communauté noire de Brooklyn. Dès 1922, il achète alors un ancien temple protestant, qu'il fait consacrer à saint Pierre Claver. 
Bernard J. Quinn s'oppose vivement en 1929 à un prêtre qui préconise l'exclusion des Noirs. Dans la polémique qui s'ensuit, il est blessé. Mais il dit : « Il me semble qu'aucune église ne peut exclure quelqu'un et garder ses idéaux chrétiens ». 
En 1930, il fonde également un orphelinat pour les enfants noirs. Il reçoit alors régulièrement des menaces de mort du Ku Klux Klan, qui incendie l'orphelinat à plusieurs reprises. Au risque de sa vie, il le rebâtit une troisième fois. Il reçoit notamment le soutien de sainte Catherine Drexel. Face au succès de la paroisse qu'il a fondée, il en fonde une seconde, dans le quartier du Queens en 1932.
Il meurt d'un cancer de la peau le 7 avril 1940. Le 24 juin 2010, son procès en canonisation est ouvert par Mgr Nicholas Anthony DiMarzio, archevêque de Brooklyn.